# Consejo General del Poder Judicial
El Consejo General del Poder Judicial (CGPJ) es el órgano de gobierno del poder judicial de España. Sus funciones son de naturaleza administrativa-gubernativa y de régimen interior del Poder Judicial. El Consejo se encarga de velar por la garantía de la independencia de los jueces y magistrados frente a los demás poderes del Estado.
El Consejo General se compone de un presidente (que es a su vez el presidente del Tribunal Supremo) y de veinte vocales. Las Cortes Generales eligen a los veinte vocales: doce entre jueces y magistrados, y ocho entre juristas de reconocida competencia, mientras que el presidente es elegido por estos mismos vocales entre los magistrados del Tribunal Supremo. Asimismo, también eligen al vicepresidente del Tribunal Supremo, aunque no forma parte del CGPJ.

## Historia
La Constitución de 1978 regula el Consejo General del Poder Judicial en los apartados 2 y 3 de su artículo 122:

2. El Consejo General del Poder Judicial es el órgano de gobierno del mismo. La ley orgánica establecerá su estatuto y el régimen de incompatibilidades de sus miembros y sus funciones, en particular en materia de nombramientos, ascensos, inspección y régimen disciplinario.

3. El Consejo General del Poder Judicial estará integrado por el Presidente del Tribunal Supremo, que lo presidirá, y por veinte miembros nombrados por el Rey por un periodo de cinco años. De estos, doce entre jueces y magistrados de todas las categorías judiciales, en los términos que establezca la ley orgánica; cuatro a propuesta del Congreso de los Diputados, y cuatro a propuesta del Senado, elegidos en ambos casos por mayoría de tres quintos de sus miembros, entre abogados y otros juristas, todos ellos de reconocida competencia y con más de quince años de ejercicio en su profesión.

Es decir, la Constitución solo detalla la forma de elección de 8 vocales del CGPJ, que deben ser elegidos entre juristas de reconocida competencia. Les exige un mínimo de quince años de ejercicio y una pericia fácilmente apreciable por haber sido demostrada con anterioridad. Cuatro de ellos deben ser elegidos por el Congreso y los otros cuatro por el Senado. En ambos casos, es necesaria una mayoría cualificada en cada cámara: tres quintos del total de sus miembros. La forma de elección de estos ocho vocales ha permanecido inalterada.
Su tratamiento legal y constitucional está inspirado fundamentalmente en el Consejo Superior de la Magistratura italiano.
Para la elección de los doce vocales procedentes de la judicatura, con independencia de la categoría profesional a la que pertenezcan (magistrado del Tribunal Supremo, magistrado o juez), la Constitución se remite a lo que establezca una futura ley orgánica, sin más limitación. Las Cortes cumplieron este mandato constitucional con la aprobación, primero, de la Ley Orgánica 1/1980, de 10 de enero, del Consejo General del Poder Judicial y, posteriormente, con la definitiva aprobación de la Ley Orgánica 6/1985, de 1 de julio, del Poder Judicial.

### Primera regulación orgánica del Consejo
La primera regulación del Consejo General del Poder Judicial, establecida por la Ley Orgánica 1/1980, de 10 de enero, del Consejo General del Poder Judicial, fue generosa en la atribución de competencias al órgano de gobierno judicial, superando las expresamente previstas en la Constitución (nombramientos, ascensos, inspección y régimen disciplinario) y, asimismo, configuró un Consejo de elección corporativa. Así, la designación de los doce vocales que habían de serlo entre jueces y magistrados de todas las categorías, y cuyo sistema de elección la Constitución dejaba a decisión del legislador orgánico, se estableció debía ser mediante elección por todos los jueces y magistrados que se encuentren en servicio activo (artículo 12) mediante voto personal, igual, directo y secreto, admitiéndose el voto por correo (artículo 13).

### Redacción original del artículo 112 de la L.O. 6/1985, de 1 de julio, del Poder Judicial
La situación establecida por la Ley Orgánica de 1980 se mantuvo únicamente para su primera composición. La Ley Orgánica 6/1985, de 1 de julio, del Poder Judicial modificó el sistema de elección de los vocales de origen judicial para establecer un sistema de elección análogo a los otros seis vocales, a saber: cada una de las cámaras que forman las Cortes Generales elegía a diez vocales por mayoría cualificada de tres quintos. Seis entre jueces en servicio activo y cuatro entre juristas de reconocida competencia. No podían ser elegidos los miembros del Consejo saliente ni quienes prestaban servicios en sus órganos técnicos. Se eliminaba así la elección corporativa de los miembros del órgano de gobierno del Poder Judicial. Además de ello, la nueva regulación orgánica reducía notablemente las atribuciones del Consejo, limitándolas a las expresamente previstas en la Constitución.
El presidente es designado por el Pleno del CGPJ entre miembros de la carrera judicial o juristas de reconocida competencia. Durante su mandato, los vocales no pueden ser removidos, sustituidos ni cesados y no pueden ser reelegidos una vez finalizado su mandato. Formalmente, son nombrados por el rey de España.

### Modificación operada por la L.O. 2/2001, de 28 de junio
La Ley Orgánica 2/2001, de 28 de junio, modificó el art. 112 LOPJ reformando el procedimiento de elección de vocales procedentes de la magistratura. Las asociaciones profesionales de la judicatura o las agrupaciones de jueces que sumen, al menos, el 2 % del total que se encuentre en servicio activo, pueden presentar a las cámaras un total de treinta y seis candidatos, de los cuales el Congreso de los Diputados elegirá a seis y los otros seis serán elegidos por el Senado de entre los treinta restantes.

### Reformas de 2021 y 2022
En marzo de 2021, ante la situación de bloqueo en la renovación del órgano de gobierno del poder judicial, las Cortes Generales aprobaron la Ley Orgánica 4/2021, de 29 de marzo, por la que se modifica la Ley Orgánica 6/1985, de 1 de julio, del Poder Judicial. Mediante esta ley, se estableció el régimen jurídico aplicable al Consejo General del Poder Judicial que no hubiera sido renovado a tiempo, es decir, que estuviera en funciones. Esta reforma tenía como objeto limitar la capacidad del CGPJ en funciones de hacer nombramientos mientras estuviera en dicha situación. La reforma fue recurrida al Tribunal Constitucional, que la avaló en 2024.
En julio de 2022, las Cortes Generales aprobaron por la vía urgente una nueva modificación de la Ley Orgánica del Poder Judicial (Ley Orgánica 8/2022, de 27 de julio) para facilitar la renovación de los miembros del Tribunal Constitucional cuyo mandato había caducado ese mismo año. Mediante este cambio se devolvía al CGPJ la facultad de nombrar a su parte de magistrados del TC estando en funciones, competencias que el Parlamento les había retirado unos meses antes.

## Composición
La Constitución determina en su artículo 122.3:
- Tendrá veinte miembros más un presidente.
- El presidente del CGPJ será el presidente del Tribunal Supremo.
- Doce serán jueces o magistrados. El método de elección lo decidirá una Ley Orgánica.
- Ocho serán abogados o juristas: cuatro elegidos por el Congreso y cuatro por el Senado, en ambos casos por mayoría de tres quintos.

La Ley Orgánica 2/2001 vigente, modificó la Ley Orgánica 6/1985 solo en lo que se refería al sistema de elección:
- De los doce miembros que deben ser jueces o magistrados, son elegidos seis por el Congreso y seis por el Senado, de entre una lista de 36 candidatos propuestos por las asociaciones de jueces o por jueces no asociados.

| Nombre                           | Cargo      | Nombramiento            | Nombramiento                       | Nombramiento         |
| Nombre                           | Cargo      | Fecha                   | Propuesto por                      | Categoría            |
| -------------------------------- | ---------- | ----------------------- | ---------------------------------- | -------------------- |
| María Isabel Perelló Doménech    | Presidenta | 4 de septiembre de 2024 | Consejo General del Poder Judicial | Jueces y magistrados |
| Ángel Ramón Arozamena Laso       | Vocal      | 25 de julio de 2024     | Congreso de los Diputados          | Jueces y magistrados |
| María Esther Erice Martínez      | Vocal      | 25 de julio de 2024     | Congreso de los Diputados          | Jueces y magistrados |
| María Gemma Espinosa Conde       | Vocal      | 25 de julio de 2024     | Congreso de los Diputados          | Jueces y magistrados |
| José María Fernández Seijo       | Vocal      | 25 de julio de 2024     | Congreso de los Diputados          | Jueces y magistrados |
| José María Páez Martínez-Virel   | Vocal      | 25 de julio de 2024     | Congreso de los Diputados          | Jueces y magistrados |
| José Carlos Orga Larrés          | Vocal      | 25 de julio de 2024     | Congreso de los Diputados          | Jueces y magistrados |
| José Luis Costa Pillado          | Vocal      | 25 de julio de 2024     | Congreso de los Diputados          | Juristas             |
| Inés María Herreros Hernández    | Vocal      | 25 de julio de 2024     | Congreso de los Diputados          | Juristas             |
| María Pilar Jiménez Bados        | Vocal      | 25 de julio de 2024     | Congreso de los Diputados          | Juristas             |
| Argelia Queralt Jiménez          | Vocal      | 25 de julio de 2024     | Congreso de los Diputados          | Juristas             |
| José Antonio Montero Fernández   | Vocal      | 25 de julio de 2024     | Senado                             | Jueces y magistrados |
| José Eduardo Martínez Mediavilla | Vocal      | 25 de julio de 2024     | Senado                             | Jueces y magistrados |
| María Pilar Esther Rojo Beltrán  | Vocal      | 25 de julio de 2024     | Senado                             | Jueces y magistrados |
| Carlos Hugo Preciado Domènech    | Vocal      | 25 de julio de 2024     | Senado                             | Jueces y magistrados |
| Alejandro Abascal Junquera       | Vocal      | 25 de julio de 2024     | Senado                             | Jueces y magistrados |
| Lucía Avilés Palacios            | Vocal      | 25 de julio de 2024     | Senado                             | Jueces y magistrados |
| Ricardo Bodas Martín             | Vocal      | 25 de julio de 2024     | Senado                             | Juristas             |
| Bernardo Fernández Pérez         | Vocal      | 25 de julio de 2024     | Senado                             | Juristas             |
| Luis Martín Contreras            | Vocal      | 25 de julio de 2024     | Senado                             | Juristas             |
| Isabel Revuelta de Rojas         | Vocal      | 25 de julio de 2024     | Senado                             | Juristas             |

### Composición histórica

#### Presidentes
El Consejo General del Poder Judicial y el Tribunal Supremo los preside la misma persona. Esta es la lista de los presidentes que ha tenido el Consejo desde su fundación:
- Federico Carlos Sainz de Robles y Rodríguez (24/10/1980-29/10/1985).
- Antonio Hernández Gil (29/10/1985-7/11/1990).
- Pascual Sala Sánchez (7/11/1990-26/7/1996).
- Francisco Javier Delgado Barrio (26/7/1996-7/11/2001).
- Francisco José Hernando Santiago (8/11/2001-25/9/2008).[18]
- José Carlos Dívar Blanco (26/9/2008-30/6/2012).
- Gonzalo Moliner Tamborero (21/7/2012-11/12/2013).
- Carlos Lesmes Serrano (11/12/2013-12/10/2022).[19][20]
- Rafael Mozo Muelas (13/10/2022-19/7/2023). Interino.[21]
- Vicente Guilarte Gutiérrez (19/7/2023-4/9/2024). Interino.[22]
- María Isabel Perelló Doménech (4/9/2024-).[23]

#### Vicepresidentes
- Rafael Gimeno Gamarra, sustituido por Manuel García Miguel (1980-1985).[24]
- Manuel Peris Gómez (1985-1990).[24]
- Luis López Guerra (1996-2001).[24]
- Fernando Salinas Molina (2001-2008).[24]
- Fernando de Rosa Torner (3/10/2008-2014).[24]

## Competencias
El CGPJ tiene competencias en las siguientes materias:
- La propuesta de nombramiento por mayoría de tres quintos, mayoría que se computará sobre la base de la totalidad de sus veintiún miembros, de:
  - El presidente del Tribunal Supremo y del Consejo General del Poder Judicial;
  - El vicepresidente del Consejo;
  - Los miembros del Tribunal Constitucional, cuando así proceda;
  - Los presidentes de sala y magistrados del Tribunal Supremo, el presidente de la Audiencia Nacional y de cada una de sus salas, los presidentes de los Tribunales Superiores de Justicia y de cada una de sus Salas, y los presidentes de las Audiencias Provinciales;
  - El magistrado de la Sala Segunda de lo Penal o Tercera de lo Contencioso-Administrativo, del Tribunal Supremo, competente para conocer de la autorización de las actividades del CNI que afecten a los derechos fundamentales reconocidos en el artículo 18.2 y 3 de la Constitución española, así como la del magistrado de dichas salas del Tribunal Supremo que lo sustituya en caso de vacancia, ausencia o imposibilidad;

Para efectuar estas propuestas de nombramiento, el Pleno del Consejo General del Poder Judicial velará, en todo caso, por el cumplimiento de los principios de mérito y capacidad.
- Inspección de juzgados y tribunales.
- Selección, formación y perfeccionamiento, provisión de destinos, ascensos, situaciones administrativas y régimen disciplinario de jueces y magistrados.
- Nombramiento mediante orden de los jueces y presentación a real decreto, refrendado por el ministro de Justicia, de los nombramientos de magistrados del Tribunal Supremo, presidentes de tribunales y salas, y magistrados.
- Nombramiento de secretario general y miembros de los gabinetes o servicios dependientes del mismo.
- Ejercicio de las competencias relativas a la Escuela Judicial que la ley le atribuye.
- Elaborar, dirigir la ejecución y controlar el cumplimiento del presupuesto del Consejo.
- Potestad reglamentaria en lo relativo a su personal, organización y funcionamiento y otros aspectos que desarrollen la Ley Orgánica del Poder Judicial, en los términos previstos en ésta.
- Publicación oficial de las sentencias y otras resoluciones que se determinen del Tribunal Supremo y del resto de órganos judiciales.
- Elaboración de informes sobre los anteproyectos de leyes y disposiciones generales del Estado y de las comunidades autónomas que afecten a determinadas materias, entre otras la organización, demarcación y planta judiciales.
- Aquellas otras que le atribuyan las Leyes: entre ellas, el amparo de los jueces o magistrados que se consideren inquietados o perturbados en su independencia.[25]

### Competencias en funciones
El 31 de marzo de 2021 entró en vigor la Ley Orgánica 4/2021, de 29 de marzo, por la que se modifica la Ley Orgánica 6/1985, de 1 de julio, del Poder Judicial. Mediante esta ley, se estableció el régimen jurídico aplicable al Consejo General del Poder Judicial que no hubiera sido renovado a tiempo, es decir, que estuviera en funciones. Este régimen fue ligeramente modificado por la Ley Orgánica 8/2022, que les devolvió la capacidad de nombrar a los magistrados del Tribunal Constitucional aun estando en funciones.
Bajo el actual régimen de interinidad, el CGPJ en funciones, se limita a:
- Proponer el nombramiento de dos magistrados del Tribunal Constitucional (según el artículo 599, por mayoría de tres quintos y en el plazo máximo de tres meses a contar desde el día siguiente al vencimiento del mandato anterior).
- Ser oído por el Gobierno antes del nombramiento del fiscal general del Estado.
- Participar, en los términos legalmente previstos, en la selección de jueces y magistrados.
- Resolver lo que proceda en materia de formación y perfeccionamiento, provisión de destinos, ascensos reglados, situaciones administrativas y régimen disciplinario de jueces y magistrados.
- Ejercer la alta inspección de Tribunales, así como la supervisión y coordinación de la actividad inspectora ordinaria de los presidentes y Salas de Gobierno de los Tribunales.
- Cuidar de la publicación oficial de las sentencias y demás resoluciones que se determinen del Tribunal Supremo y del resto de órganos judiciales.
- Garantizar el funcionamiento y actualizar los programas formativos de la Escuela Judicial.
- Ejercer la potestad reglamentaria en las siguientes materias:
  - Publicidad de las actuaciones judiciales.
  - Publicación y reutilización de las resoluciones judiciales.
  - Habilitación de días y horas, así como fijación de horas de audiencia pública.
  - Constitución de los órganos judiciales fuera de su sede.
  - Régimen de guardias de los órganos jurisdiccionales.
  - Organización y gestión de la actuación de los órganos judiciales españoles en materia de cooperación jurisdiccional interna e internacional.
  - Condiciones accesorias para el ejercicio de los derechos y deberes que conforman el estatuto de jueces y magistrados, así como el régimen jurídico de las Asociaciones judiciales, sin que tal desarrollo reglamentario pueda suponer innovación o alteración alguna de la regulación legal.
- Aprobar la relación de puestos de trabajo del personal funcionario a su servicio.
- Colaborar con la Autoridad de Control en materia de protección de datos en el ámbito de la Administración de Justicia.
- Recibir quejas de los ciudadanos en materias relacionadas con la Administración de Justicia.
- Elaborar y ejecutar su propio presupuesto, en los términos previstos en la presente Ley Orgánica.
- Proponer, previa justificación de la necesidad, las medidas de refuerzo que sean precisas en concretos órganos judiciales.
- Emitir informe en los expedientes de responsabilidad patrimonial por anormal funcionamiento de la Administración de Justicia.
- Recopilar y actualizar los Principios de Ética Judicial y proceder a su divulgación, así como a su promoción con otras entidades y organizaciones judiciales, nacionales o internacionales.
- Elaborar los informes sobre los anteproyectos de ley y disposiciones generales que en virtud de lo dispuesto en el artículo 561 le correspondan.

En definitiva, se limitan los poderes de nombramiento del CGPJ en funciones así como otras actuaciones relevantes sobre el personal y el funcionamiento o estructura de determinados órganos. Además, también se le impide cesar al secretario general o al vicesecretario general del CGPJ.

### Nota
1. ↑  5560 jueces y magistrados
2464 fiscales
13 275 otro personal al servicio de la Administración de Justicia